# NGC 3479
NGC 3479 este o galaxie spirală situată în constelația Cupa. A fost descoperită în 1886 de către Ormond Stone⁠(d). Se află la o distanță de 66,13 de megaparseci de Pământ.